# Демультиплікатор

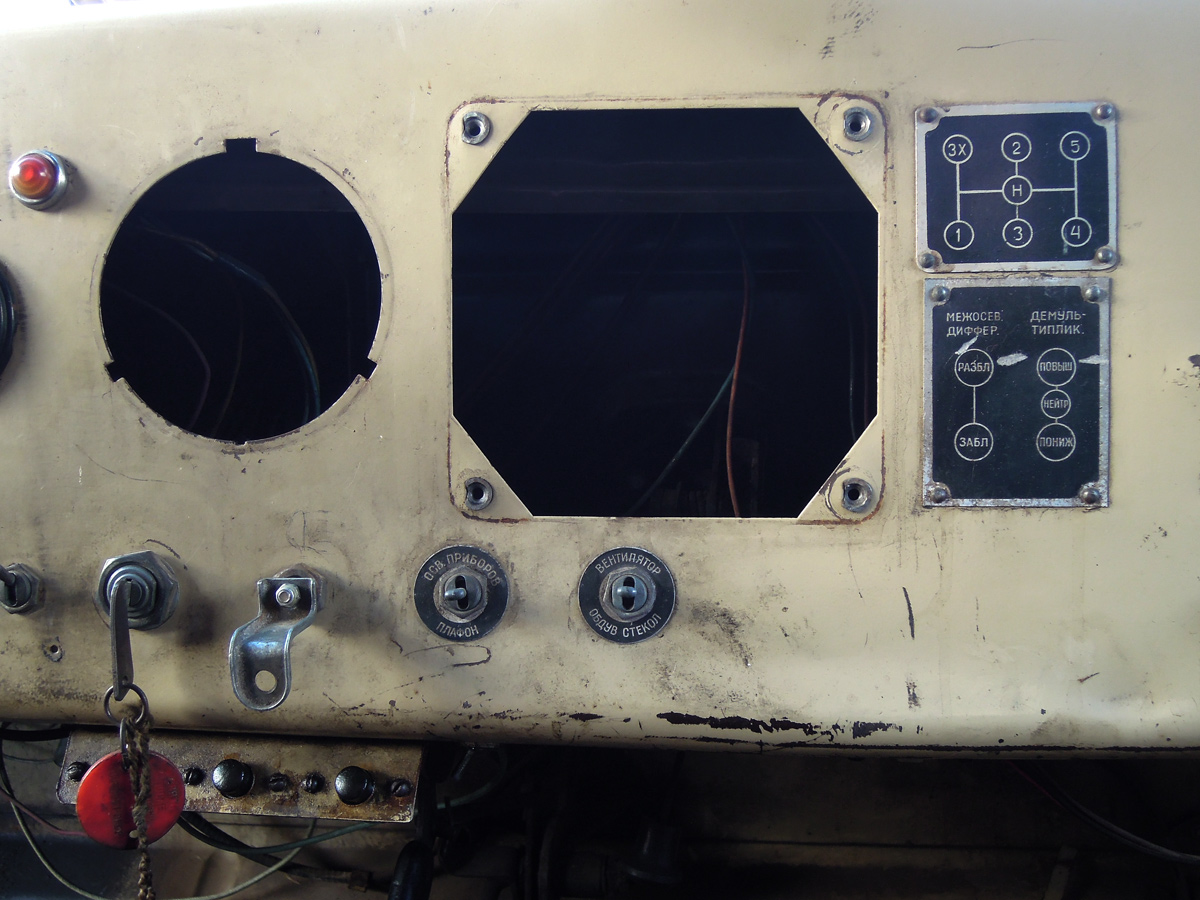
Панель приладів тягача КрАЗ-258, праворуч внизу — діаграма керування "роздаткою", правий важіль якої керує демультиплікатором

Демультиплікатор (від де — приставка, що позначає негативну дію і multiplication (мультиплікатор)) — елемент трансмісії автомобіля, що розширює діапазон перетворення крутного моменту і частоти обертання, здійснюваний коробкою передач. Може розташовуватися безпосередньо в коробці передач, роздавальної коробки, в головній передачі. Конструктивно — зубчаста або планетарна передача.

## Демультиплікатори у трансмісіях дорожніх вантажних автомобілів
Як правило, демультиплікатор встановлюється на автомобілях, у яких споряджена та повна маса може відрізнятися у багато разів — це сідельні тягачі та дорожні вантажні автомобілі, у яких повна маса близька до максимально дозволеної на дорогах загального користування. Тут зазвичай демультиплікатори знаходяться після основного набору щаблів у коробці передач і виконують функцію дільника — пристрої для розбивки інтервалів щаблів основного набору передавальних відносин у передачі.

### КАМАЗ
Наприклад, на деяких моделях автомобілів КАМАЗ між зчепленням та коробкою передач встановлюється дільник (додаткова двоступінчаста коробка передач) із прямою та підвищеною передачами. Коли автомобіль не завантажений, рух відбувається на підвищеній передачі демультиплікатора, при експлуатації з великим навантаженням (наприклад, буксирування причепа або напівпричепа, особливо в несприятливих дорожніх умовах), водій вмикає пряму передачу демультиплікатора. Таким чином, замість п'яти передач автомобіль має вдвічі більше. З увімкненою прямою передачею демультиплікатора загальне передатне число КПП виявляється нижче. Наприклад, передавальне число 5-ї передачі з вимкненим демультиплікатором (5-я нижча) знаходиться між передатними числами 4-ї та 5-ї передач з демультиплікатором (вищих). Якщо водій відчуває, що при необхідній швидкості руху на 5-й передачі двигун працює «внатяг», з навантаженням, а на 4-й оберти великі й двигун «перекручений», то перемкнувши демультиплікатор (дільник) на знижену передачу, він отримує більший ступінь оптимального для поточних умов руху проміжного передавального відношення у трансмісії.

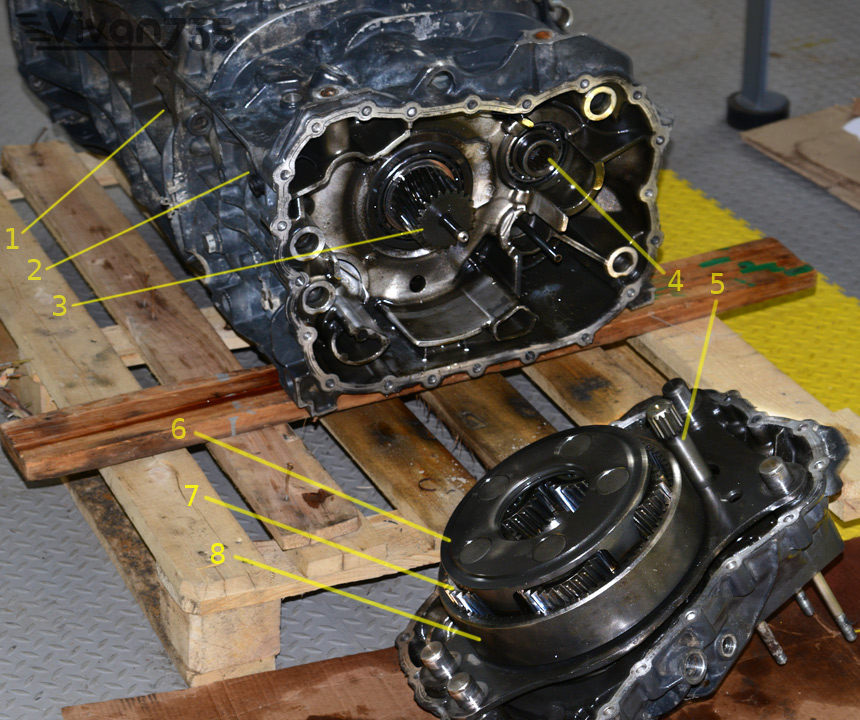
16-ступінчаста коробка передач, моделі ZF Friedrichshafen AG ZF 16S181 з розкритим заднім картером.
3 — ведений вал основний коробки передач, і провідна шестерня демультиплікатора;
5 — 8 — двоступінчастий планетарний демультиплікатор та його механізм перемикання ступенів.
Ця коробка передач застосовується на сідельних тягачах, демультиплікатор виконує функцію дільника.

### Scania
Так влаштовані, наприклад, коробки Scania GRS905 і ZF 16S151. Конструктивно це 4-ступінчасті МКПП (чотири передачі переднього ходу та одна заднього), доповнені дільником та демультиплікатором. Торкання та рух на малих швидкостях йдуть при включеному демультиплікаторі (на нижньому ряду), що знижує частоту обертання вихідного валу в 3,75 рази (для коробки GRS905), при цьому на коробці 16S151 можна включити передачі 1-4 або задній хід (R), на коробці GRS905 — передачі 1-3, і навіть «повзучу» передачу (дуже повільну, З) чи R. Після розгону до певної швидкості, водій, вимикає демультиплікатор - цим самим переходячи на верхній ряд швидкостей, передавальне число трансмісії падає в 3,75 раза і передачі 1-4 стають 5-8 передачами — 1 передача основної КПП після вимкнення демультиплікатора дає ефект 5-ї, 2-а — 6-ї й так далі.
Передачі основної коробки на верхньому ряду перемикаються тими ж рухами важеля, що і на нижньому. З верхнього ряду на нижній переходять качком важеля з нейтралі вліво або опусканням бічної клавіші, але на швидкості не більше 20-25 км/год, щоб через різко збільшеного передавального числа не сталося поломок двигуна або КПП. Дільник, керований передньою кнопкою, можна використовувати на будь-якій передачі, включаючи задній хід.

## Демультиплікатори в трансмісіях позашляхових автомобілів
На позашляхових автомобілях роздавальна коробка завжди має дві передачі — найвищу (як правило, пряму) і нижчу (знижувальну), а також нейтральну. На автомобілях з повним приводом, що підключається, включення зниженої передачі зазвичай можливе тільки на автомобілі, що стоїть, і тільки на включеному режимі повного приводу.

### Урал
На автомобілі «Урал-377» (варіант повнопривідного «Уралу-375» з колісною формулою 6×4 без ведучого переднього моста) роздавальна коробка, зрозуміло, була відсутня, замість неї стояла додаткова КПП з прямою та знижувальною передачею.

### Іномарки
На деяких легкових автомобілях з повним приводом (розроблені на основі машин з передньопривідним компонуванням), наприклад, Toyota Sprinter Carib, автомобілі фірми Subaru з механічною коробкою передач є додаткова перша знижувальна передача, що включається тільки при підключеному задньому мосту.